# Pseudochaeta arabella
Pseudochaeta arabella är en tvåvingeart som först beskrevs av Townsend 1912.  Pseudochaeta arabella ingår i släktet Pseudochaeta och familjen parasitflugor.
Artens utbredningsområde är Peru. Inga underarter finns listade i Catalogue of Life.